# Wijken en buurten in Heusden
De Nederlandse gemeente Heusden is voor statistische doeleinden onderverdeeld in wijken en buurten. De gemeente is verdeeld in de volgende statistische wijken:
- Wijk 00 Drunen (CBS-wijkcode:079700)
- Wijk 01 Elshout (CBS-wijkcode:079701)
- Wijk 02 Vlijmen (CBS-wijkcode:079702)
- Wijk 03 Nieuwkuijk (CBS-wijkcode:079703)
- Wijk 04 Haarsteeg (CBS-wijkcode:079704)
- Wijk 05 Heusden (CBS-wijkcode:079705)

Een statistische wijk kan bestaan uit meerdere buurten. Onderstaande tabel geeft de buurtindeling met kentallen volgens het Centraal Bureau voor de Statistiek (2008):
| CBS-buurtcode | Buurtnaam                              | Inwonertal | Opp. totaal (ha) | Opp. land (ha) | Ligging                |
| ------------- | -------------------------------------- | ---------- | ---------------- | -------------- | ---------------------- |
| BU07970000    | Braken-Oost                            | 2590       | 90               | 90             | Locatie in de gemeente |
| BU07970001    | Braken-West                            | 2840       | 60               | 60             | Locatie in de gemeente |
| BU07970002    | Venne-Oost                             | 6300       | 176              | 176            | Locatie in de gemeente |
| BU07970003    | Venne-West                             | 5450       | 110              | 110            | Locatie in de gemeente |
| BU07970004    | Bedrijvenpark Groenewoud               | 160        | 97               | 97             | Locatie in de gemeente |
| BU07970009    | Buitengebied Drunen                    | 430        | 2034             | 1999           | Locatie in de gemeente |
| BU07970100    | Elshout                                | 1380       | 140              | 140            | Locatie in de gemeente |
| BU07970101    | Bedrijventerrein Meeuwaert             | 70         | 15               | 15             | Locatie in de gemeente |
| BU07970109    | Buitengebied Elshout                   | 110        | 642              | 634            | Locatie in de gemeente |
| BU07970200    | Vlijmen                                | 9400       | 454              | 453            | Locatie in de gemeente |
| BU07970201    | Vliedberg                              | 4430       | 109              | 109            | Locatie in de gemeente |
| BU07970202    | Industriepark Vliedberg                | 30         | 16               | 16             | Locatie in de gemeente |
| BU07970209    | Verspreide huizen Vlijmen              | 170        | 1040             | 1034           | Locatie in de gemeente |
| BU07970300    | Nieuwkuijk                             | 1980       | 79               | 79             | Locatie in de gemeente |
| BU07970301    | Industrieterrein Nieuwkuijk            | 70         | 38               | 38             | Locatie in de gemeente |
| BU07970400    | Haarsteeg                              | 1900       | 301              | 300            | Locatie in de gemeente |
| BU07970409    | Buitengebied Haarsteeg                 | 80         | 571              | 540            | Locatie in de gemeente |
| BU07970500    | Heusden-Vesting                        | 1370       | 126              | 71             | Locatie in de gemeente |
| BU07970501    | Oudheusden                             | 2880       | 101              | 99             | Locatie in de gemeente |
| BU07970502    | Herpt                                  | 700        | 97               | 97             | Locatie in de gemeente |
| BU07970503    | Industrieterrein Heesbeen              | 60         | 37               | 31             | Locatie in de gemeente |
| BU07970504    | Hedikhuizen                            | 230        | 333              | 310            | Locatie in de gemeente |
| BU07970505    | Heesbeen                               | 120        | 145              | 133            | Locatie in de gemeente |
| BU07970506    | Doeveren                               | 70         | 98               | 84             | Locatie in de gemeente |
| BU07970507    | Industrieterrein Heusden en Bakkersdam | 0          | 36               | 17             | Locatie in de gemeente |
| BU07970509    | Buitengebied Heusden                   | 130        | 1171             | 1151           | Locatie in de gemeente |